# Theaceae
Theaceae é uma família botânica pertencente à ordem Ericales. Ela inclui atualmente 9 gêneros e 254 espécies, distribuídas especialmente nas regiões temperadas quente, tropicais e subtropicais do Velho Mundo (China, Japão, Sudeste Asiático), e também na América. Existem ainda algumas espécies na África e Oceania, e na Europa se encontram ausentes.
O termo "Theaceae" deriva de Thea que, por sua vez, tem sua origem no termo mandarim chá (tsay, conforme pronúncia em alguns locais da China), sendo que através dos comerciantes holandeses na Europa o nome teve sua pronúncia conservada e foi popularizado como “tea”. Thea é o nome genérico dado por Carl von Linné a certas espécies desta família.
O gênero Camellia abriga espécies de grande interesse econômico, como é o caso de C. sinensis do qual se extrai suas folhas para a obtenção de chá, sendo extensivamente cultivada pelos países asiáticos da qual é nativa, e também em plantações em outras regiões como na faixa equatorial da África. C. japonica, popularmente conhecida como camélia, também é cobiçada economicamente devido às suas características ornamentais, uma vez que apresenta flores grandes e bastante coloridas, cuja beleza é comparável à das rosas.
Outros gêneros também importantes são Stewartia e Gordonia, gêneros asiáticos com grandes flores ornamentais; Franklinia alatamaha, nativa dos Estados Unidos porém atualmente se encontra extinta na natureza.

## Distribuição
Costumam ser encontradas em florestas temperadas, subtropicais e tropicais. A maior diversidade em relação ao número de gêneros e espécies se concentra no Velho Mundo. Apesar da família, em geral, ser amplamente distribuída ao redor do mundo, os gêneros costumam se apresentar restritos a uma única e grande área geográfica, demonstrando relativo endemismo, salvo exceções como em Stewartia, em que apenas 2 espécies se encontram no leste da América do Norte, enquanto o restante das espécies desse gênero se encontram na Ásia.

### Distribuição no Brasil
Poucos trabalhos citam a distribuição do táxon no Brasil. Um deles avalia essa diversidade no estado da Bahia, indicando a ocorrência exclusiva de Laplacea fruticosa. Outro trabalho indica a ocorrência de dois gêneros no estado de São Paulo, sendo eles Laplacea e Ternstroemia. Entretanto, Ternstroemia não é mais um gênero pertencente a Theaceae, e sim a Pentaphylacaceae, o que deixaria Laplacea como o único gênero atual presente no estado de São Paulo, representado também unicamente por L. fruticosa. No momento da publicação, a espécie era a única representante do gênero presente na América do Sul, exibindo ampla distribuição no Brasil, da Amazônia até o Paraná. Entretanto, a espécie foi realocada e atualmente pertence ao gênero Gordonia. Assim, de forma geral, com a mudança de diversos gêneros de Theaceae lato sensu para Pentaphylacaceae, apenas Gordonia fruticosa (antiga L. fruticosa) é encontrada com distribuição natural no Brasil, embora gêneros de Camellia, sobretudo Camellia japonica, seja muito cultivada em jardins brasileiros.

## Morfologia

### Hábito e folhas
São caracterizadas como árvores ou arbustos mesofíticos, glabrosos ou não. Suas folhas são simples, persistentes, alternas, espiraladas, coriáceas e frequentemente de pecíolo curto, de margem serreada, sem estípulas, prefoliação convoluta ou conduplicado-involuta. Encontram-se conforme o padrão de filotaxia como opostas dísticas.
A lâmina é imbuída com uma venação peninérvea e cruzada, e é disposta dorso-ventralmente com 2 a 3 camadas de parênquima paliçádico. É comum observar o mesófilo com idioblastos esclerenquimáticos, com variações entre cada gênero.

### Flores
As flores são frequentemente vistosas, apresentando 5 ou mais sépalas e pétalas livres entre si. Em Camellia, as sépalas e pétalas costumam ser bastante semelhantes e com número variado, e por isso considera-se que possuam tépalas. O androceu conta com numerosos estames, e o gineceu com ovário súpero, com um a cinco estiletes, estigmas lobados ou capitados. Pseudopólen é produzido do tecido conectivo. A função do pseudopólen é desconhecida, sem indícios de que seja nutritivo.

### Frutos
Os frutos podem ser carnosos ou não, assim como também podem ser deiscentes ou não. É comum serem capsulares, porém também são observados frutos capsulares-indeiscentes, bagas e drupas. A cápsula geralmente é loculicida e com uma columela persistente. Apresentam 3 ou mais sementes de constituições diversas. A abertura pode ser apical, valvar, ou irregular.

### Sementes
As sementes são comumente não-endospérmicas. Podem ser conspicuamente pilosas ou não. A germinação das sementes varia entre o padrão fanerocotiledonar e criptocotiledonar.

### Histologia
A cortiça é pericíclica. As perfurações entre vasos são escalariformes opostas. Podem possuir fibras pericíclicas. Possuem esclereídes e células mucilaginosas. Estômatos podem ser paracíticos, anisocíticos ou ciclocíticos. Tricomas unicelulares. A testa é maciça, e enquanto a endotesta e exotesta podem ou não ser lignificadas, a mesotesta é lignificada, sendo fibrosa e com esclereídes. O endosperma é nuclear/cenocítico.

### Fitoquímica
Não cianogênico. Não produzem látex. Alcaloides podem estar presentes ou ausentes. Iridoides não detectados. Proantocianidinas geralmente presentes. Flavonoides podem estar presentes ou ausentes. Ácido elágico pode estar presente ou ausente. Geralmente são acumuladoras de alumínio. O chá feito com folhas de Camellia sinensis é associado com diversos benefícios à saúde humana, benefícios esses atribuídos a polifenóis passados da folha ao chá, como a catequina, epicatequina, epigalocatequina e ácido gálico.

## Evolução, Filogenia e Taxonomia

### História Natural
O grupo coroa de Theaceae é datado entre cerca de 63 Ma a 49 Ma. Junto a Magnoliaceae, Lauraceae e Fagaceae, o grupo é um componente proeminente de florestas perenes subtropicais de folhas largas do Leste Asiático, sendo cerca de 148 espécies, isto é, 55% da família crescendo lá. Outros 33% crescem na Ásia Tropical.
Camellia japonica participa de uma interação com o gorgulho da camélia (Curculio camelliae), predador das sementes. Para acontecer, a cápsula da planta deve ser do tamanho de uma maçã, o pericarpo de espessura de 2 cm, acompanhado do rostro do gorgulho de mais de 2 cm, o qual utiliza para perfurar a fruta, buraco por onde depositará o ovo nas sementes.

### Filogenia
Conforme resultados de análises moleculares filogenéticas, Theaceae se encontra como uma família pertencente à ordem Ericales, abrigando apenas 1 única subfamília, Theoidae. Ainda é desconhecido o táxon com parentesco mais próximo dessa família, mas sugere-se que haja uma certa aproximação com Pentaphylacaceae.

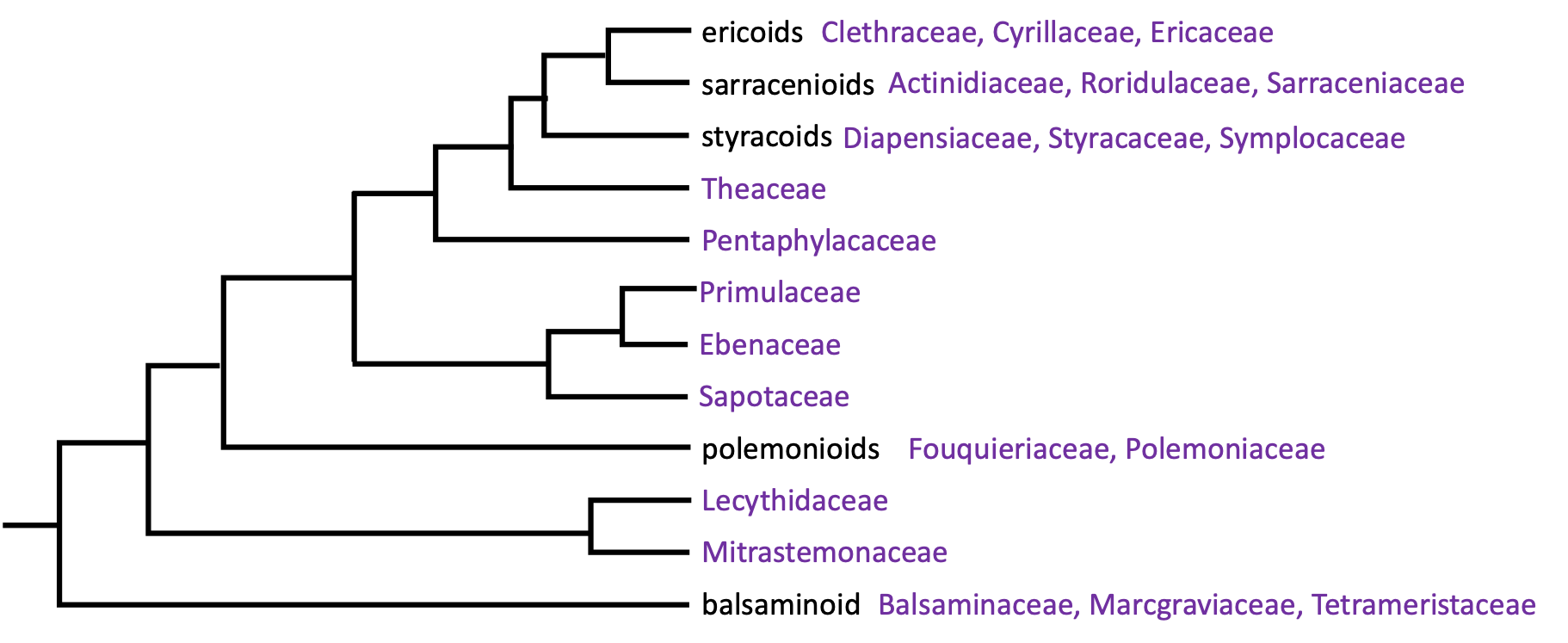
Árvore filogenética da ordem Ericales: nota-se a proximidade de Theaceae com Pentaphylacaceae.

### Lista de espécies
A lista para os 9 gêneros atuais é fornecida pelo World Flora Online.

#### Apterosperma
Apterosperma oblata H.T.Chang

#### Camellia
Camellia achrysantha Hung T.Chang & S.Ye Liang, C. acutiserrata H.T.Chang, C. acutissima H.T.Chang, C. albogigas Hu, C. amplexicaulis (Pit.) Cohen-Stuart, C. amplexifolia Merr. & Chun, C. angustifolia H.T.Chang, C. anlungensis H.T.Chang, C. arborescens H.T.Chang, F.L.Yu & P.S.Wang, C. assimilis Champ. ex Benth., C. assimiloides Sealy, C. atrothea H.T.Chang, H.S.Wang & B.H.Chen, C. aurea H.T.Chang, C. azalea C.F.Wei, C. bolovenensis (Gagnep.) H.T.Chang & S.X.Ren, C. brachyandra H.T.Chang, C. brachygyna Hung T. Chang, C. brevissima H.T.Chang & S.Y.Liang, C. brevistyla (Hayata) Cohen-Stuart, C. buxifolia H.T.Chang, C. callidonta H.T.Chang, C. campanisepala H.T.Chang, C. candida H.T.Chang, C. caudata Wall., C. changningensis F.C.Zhang, W.R.Ding & Y.Huang, C. chekiangoleosa Hu, C. chrysantha (Hu) Tuyama, C. chrysanthoides H.T.Chang, C. chungkingensis H.T.Chang, C. compressa X.K. Wen, C. confusa W. G. Craib, C. connata (Craib) Craib, C. corallina (Gagnep.) Sealy, C. cordifolia (Metcalf) Nakai, C. costata S.Y.Hu & S.Y.Liang, C. costei H.Lév., C. crapnelliana Tutcher, C. crassicolumna H.T.Chang, C. crassipes Sealy, C. crassipetala H.T.Chang, C. crassiphylla Ninh & Hakoda, C. cratera H.T.Chang, C. crispula H.T.Chang, C. cucphuongensis Ninh & Rosmann, C. cupiformis T.L.Ming, C. cuspidata (Kochs) Bean, C. cylindracea T.L.Ming, C. danzaiensis H.T.Chang & K.M.Lan, C. dongnaicensis Orel, C. dormoyana (Pierre) Sealy, C. dubia Sealy, C. edentata H.T.Chang, C. edithae Hance, C. elongata (Rehder & E.H.Wilson) Rehder, C. euonymifolia (Hu) Tuyama, C. euphlebia Merr. ex Sealy, C. euryoides Lindl., C. fangchengensis S.Ye Liang & Y.C. Zhong, C. fangchensis S.Yun Liang & Y.C.Zhong, C. fascicularis H.T.Chang, C. fengchengensis Liang & Zhong, C. flava (Pit.) Sealy, C. flavida H.T.Chang, C. fleuryi (A.Chev.) Sealy, C. fluviatilis Hand.-Mazz., C. formosensis (Masam. & Suzuki) M.H.Su, C.F.Hsieh & C.H.Tsou, C. forrestii (Diels) Cohen-Stuart, C. fraterna Hance, C. furfuracea (Merr.) Cohen-Stuart, C. gauchowensis H.T.Chang, C. gaudichaudii (Gagnep.) Sealy, C. gigantocarpa S.Y.Hu & T.C.Huang, C. gilbertii (A.Chev.) Sealy, C. glaberrima H.T.Chang, C. glabricostata T.L.Ming, C. gracilipes Merr. ex Sealy, C. grandibracteata H.T.Chang & al., C. grandis (C.F.Liang & S.L.Mo) H.T.Chang & S.Y.Liang, C. granthamiana Sealy, C. grijsii Hance, C. gymnogyna H.T.Chang, C. handelii Sealy, C. hekouensis C.J.Wang & G.S.Fan, C. hiemalis Nakai, C. hongkongensis Seem., C. huana T.L.Ming & W.J.Zhang, C. hupehensis H.T.Chang, C. ilicifolia Y.K.Li, C. impressinervis H.T.Chang & S.Y.Liang, C. indochinensis Merr., C. integerrima H.T.Chang, C. irrawadiensis (Hu) P.K.Barua, C. japonica L., C. jinyunshanica H.T.Chang & J.H.Xiong, C. jiuyishanica H.T.Chang & L.L.Qi, C. kissii Wall., C. krempfii (Gagnep.) Sealy, C. kucha (H.T.Chang, H.S.Wang & B.H.Chen) Hung T.Chang, C. kwangsiensis H.T.Chang, C. kwangtungensis H.T.Chang, C. lanceisepala L.K.Ling, C. lanceolata (Blume) Seem., C. lancicalyx H.T.Chang, C. lancilimba H.T.Chang, C. langbianensis (Gagnep.) P.H.Hô, C. laotica (Gagnep.) T.L.Ming, C. lawii Sealy, C. leptophylla S.Yun Liang ex H.T.Chang, C. leyensis H.T.Chang & Y.Z.Zhang, C. liberistyla H.T.Chang & B.M.Barthol., C. liberistyloides H.T.Chang, C. liberofilamenta Hung T.Chang & C.H.Yang, C. limonia C.F.Liang & S.L.Mo, C. lipingensis H.T.Chang, C. litchi H.T.Chang, C. longicalyx H.T.Chang, C. longicarpa H.T.Chang & B.M.Barthol., C. longicuspis S.Yun Liang, C. longipedicellata (Hu) H.T.Chang & D.Fang, C. longissima H.T.Chang & S.Y.Liang, C. longlingensis F.C.Zhang, G.B.Chen & M.D.Tang, C. longzhouensis J.Y.Luo, C. lungyaiensis (Hu) Tuyama, C. lutchuensis T.Itô, C. luteocerata Orel, C. luteoflora Y.K.Li ex H.T.Chang & F.A.Zeng, C. lutescens Dyer, C. macrosepala H.T.Chang, C. maiana Orel, C. mairei (H.Lév.) Melch., C. makuanica H.T.Chang, Y.J.Tan & P.S.Wang, C. maoniushanensis J.L.Liu & Q.Luo, C. megasepala Hung T.Chang & Trin Ninh, C. melliana Hand.-Mazz., C. membranacea H.T.Chang, C. micrantha S.Yun Liang & Y.C.Zhong, C. microcarpa S.L.Mo, C. mileensis T.L.Ming, C. mollis H.T.Chang & S.X.Ren, C. montana (Blanco) H.T.Chang & S.X.Ren, C. multibracteata H.T.Chang & Z.Q.Mo, C. multisepala H.T.Chang, Y.J.Tan & P.S.Wang, C. murauchii Ninh & Hakoda, C. nanchuanica H.T.Chang & J.H.Xiong, C. nematodea (Gagnep.) Sealy, C. nervosa (Gagnep.) H.T.Chang, C. nitidissima C.W.Chi, C. oblata H.T.Chang & B.M.Barthol., C. obovatifolia H.T.Chang, C. obtusifolia H.T.Chang, C. oleifera Abel, C. pachyandra Hu, C. parafurfuracea S.Yun Liang ex H.T.Chang, C. parvicaudata H.T.Chang, C. parvicuspidata H.T.Chang, C. parviflora Merr. & Chun ex Sealy, C. parvilapidea H.T.Chang, C. parvilimba Merr. & F.P.Metcalf, C. parvimuricata H.T.Chang, C. parvipetala J.Y.Liang & Z.M.Su, C. parvisepala H.T.Chang, C. parvisepaloides H.T.Chang, H.S.Wang & B.H.Chen, C. paucipunctata (Merr. & Chun) Chun, C. pentastyla H.T.Chang, C. percuspidata H.T.Chang, C. petelotii (Merr.) Sealy, C. phaeoclada H.T.Chang, C. philippinensis H.T.Chang & S.X.Ren, C. pilosperma S.Yun Liang, C. pingguoensis D.Fang, C. piquetiana (Pierre) Sealy, C. pitardii Cohen-Stuart, C. pleurocarpa (Gagnep.) Sealy, C. polyneura H.T.Chang, Y.J.Tan & P.S.Wang, C. polyodonta F.C.How ex Hu, C. polypetala H.T.Chang, C. ptilophylla H.T.Chang, C. pubescens C.C.Chang & C.X.Ye, C. pubicosta Merr., C. pubifurfuracea Y.C.Zhong, C. pubipetala Y.Wan & S.Z.Huang, C. punctata (Kochs) Cohen-Stuart, C. puniceiflora H.T.Chang, C. purpurea H.T.Chang, H.S.Wang & B.H.Chen, C. quinquebracteata H.T.Chang & C.X.Ye, C. quinquelocularis H.T.Chang & S.Y.Liang, C. quinqueloculosa S.L.Mo & Y.C.Zhong, C. renshanxiangiae C.X.Ye & X.Q.Zheng, C. reticulata Lindl., C. rhytidocarpa H.T.Chang & S.Y.Liang, C. rhytidophylla Y.K.Li & M.Z.Yang, C. rosiflora Hook., C. rosmannii Ninh, C. rosthorniana Hand.-Mazz., C. rotundata H.T.Chang, Y.J.Tan & P.S.Wang, C. rubituberculata H.T.Chang, C. rubriflora Ninh & Hakoda, C. rusticana Honda, C. salicifolia Champ. ex Benth., C. saluenensis Stapf ex Bean, C. sasanqua Thunb., C. scariosisepala H.T.Chang, C. sealyana T.L.Ming, C. semiserrata C.W.Chi, C. septempetala H.T.Chang & L.L.Qi, C. shensiensis H.T.Chang & B.M.Barthol., C. siangensis T.K.Paul & M.P.Nayar, C. sinensis (L.) Kuntze, C. skogiana C.X.Ye, C. speciosa (Pit. ex Diels) Melch., C. stuartiana Sealy, C. suaveolens C.X.Ye, X.J.Wang & X.G.Shi, C. subacutissima H.T.Chang, C. subglabra H.T.Chang, C. subintegra P.C.Huang, C. synaptica Sealy, C. szechuanensis C.W.Chi, C. szemaoensis H.T.Chang, C. tachangensis F.S.Zhang, C. taheishanensis F.S.Zhang, C. taliensis (W.W.Sm.) Melch., C. tenii Sealy, C. terminalis J.Y.Liang & Z.M.Su, C. thailandica H.T.Chang & S.X.Ren, C. tonkinensis (Pit.) Cohen-Stuart, C. transarisanensis (Hayata) Cohen-Stuart, C. transnokoensis Hayata, C. triantha H.T.Chang, C. trichoclada (Rehder) S.S.Chien, C. trigonocarpa H.T.Chang, C. truncata H.T.Chang & C.S.Ye, C. tsaii Hu, C. tsingpienensis Hu, C. tsofui S.S.Chien, C. tuberculata S.S.Chien, C. tubiformis H.T.Chang & S.X.Ren, C. uraku Kitam., C. vidalii Rosmann, C. vietnamensis T.C.Huang, C. villicarpa S.S.Chien, C. viridicalyx H.T.Chang & S.Y.Liang, C. wardii Kobuski, C. wenshanensis Hu, C. xanthochroma K.M.Feng & L.S.Xie, C. xylocarpa (Hu) Hung T. Chang, C. yungkiangensis H.T.Chang, C. yunkiangica H.T.Chang, H.S.Wang & B.H.Chen, C. yunnanensis (Pit. ex Diels) Cohen-Stuart, C. × intermedia (Tuyama) Nagam., C. × maliflora Lindl.

#### Dankia
Dankia langbianensis Gagnep.

#### Franklina
Franklinia alatamaha Marshall

#### Gordonia
Gordonia acutifolia (Wawra) H.Keng, G. alpestris (Krug & Urb.) H.Keng, G. amboinensis (Miq.) Merr., G. angustifolia (Britton & P.Wilson) H.Keng, G. balansae Pit., G. barbinervis (Moric.) Walp., G. benitoensis (Britton & P.Wilson) H.Keng, G. bidoupensis Gagnep., G. borneensis H.Keng, G. brandegeei H.Keng, G. concentricicatrix Burkill, G. curtyana (A.Rich.) H.Keng, G. dalglieshiana Craib, G. dassanayakei Wadhwa & Weeras., G. dipterosperma Kurz, G. ekmanii (Schmidt) H.Keng, G. elliptica Gardner, G. excelsa (Blume) Blume, G. fruticosa (Schrad.) H.Keng, G. gigantiflora Gagnep., G. grandiflora Merr., G. haematoxylon Sw., G. havilandii Burkill, G. hirtella Ridl., G. humboldtii H.Keng, G. imbricata King, G. integerrima (Miq.) Teijsm. & Binn. ex B.D.Jacks., G. intricata Gagnep., G. lanceifolia Burkill, G. lasianthus (L.) Ellis, G. luzonica S.Vidal, G. maingayi Dyer, G. marginata (Korth.) Endl. ex Walp., G. moaensis (Vict.) H.Keng, G. multinervis King, G. oblongifolia (Miq.) Steenis, G. obovata (Wawra) H.Keng, G. obtusa Wall. ex Wight, G. ovalis (Korth.) Walp., G. penangensis Ridl., G. polisana Burkill, G. portoricensis (Krug & Urb.) H.Keng, G. pubescens Cav., G. robusta (Kobuski) H.Keng, G. sablayana Melch., G. samuelssonii (O.C.Schmidt) H.Keng, G. sarawakensis H.Keng, G. scortechinii King, G. singaporeana (Dyer) Wall. ex Ridl., G. spathulata (Kobuski) H.Keng, G. speciosa (Gardner) Choisy, G. spectabilis Hunter ex Ridl., G. taipingensis Burkill, G. tiantangensis L.L.Deng & G.S.Fan, G. tomentosa (Mart. & Zucc.) Spreng., G. urbanii (O.C.Schmidt) H.Keng, G. villosa Macfad., G. vulcanica (Korth.) H.Keng, G. wrightii (Griseb.) H.Keng, G. yunnanensis (Hu) H.L.Li, G. zeylanica Wight

#### Polyspora
Polyspora axillaris (Roxb. ex Ker Gawl.), P. chrysandra (Cowan) Hu ex B.M. Barthol. & T.L. Ming, P. hainanensis (Hung T. Chang) C.X. Ye ex B.M. Barthol. & T.L. Ming, P. longicarpa (Hung T. Chang) C.X. Ye ex B.M. Barthol. & T.L. Ming, P. speciosa (Kochs) B.M. Barthol. & T.L. Ming

#### Pyrenaria
Pyrenaria diospyricarpa Kurz, P. hirta (Hand.-Mazz.) H. Keng, P. jonquieriana Pierre ex Laness., P. khasiana R.N. Paul, P. kwangsiensis Hung T. Chang, P. maculatoclada (Y.K. Li) S.X. Yang, P. menglaensis G.D. Tao, P. microcarpa (Dunn) H. Keng, P. oblongicarpa Hung T. Chang, P. pingpienensis (Hung T. Chang) S.X.Yang & T.L. Ming, P. sophiae (Hu) S.X.Yang & T.L. Ming, P. spectabilis (Champ. ex Benth.) C.Y. Wu & S.X. Yang, P. wuana (Hung T. Chang) S.X. Yang

#### Schima
Schima brevipedicellata Hung T. Chang, S. crenata Korth., S. khasiana Dyer, S. multibracteata Hung T. Chang, S. noronhae Reinw., S. parviflora W.C. Cheng & Hung T. Chang, S. remotiserrata Hung T. Chang, S. sericans (Hand.-Mazz.) T.L. Ming, S. sinensis (Hemsl. & E.H. Wilson) Airy Shaw, S. superba Gardner & Champ., S. villosa Hu, S. wallichii Choisy

#### Stewartia
Stewartia calcicola T.L. Ming & J. Li, S. cordifolia (H.L. Li) J. Li & T.L. Ming, S. crassifolia (S.Z. Yan) J. Li & T.L. Ming, S. densivillosa (Hu ex Hung T. Chang & C.X. Ye) J. Li & T.L. Ming, S. laotica (Gagnep.) J. Li & T.L. Ming, S. malacodendron L., S. medogensis J. Li & T.L. Ming, S. micrantha (Chun) Sealy, S. monadelpha Siebold & Zucc., S. obovata (Chun & Hung T. Chang) J. Li & T.L. Ming, S. ovata (Cav.) Weath., S. pteropetiolata W.C. Cheng, S. rostrata Spongberg, S. rubiginosa Hung T. Chang, S. sichuanensis (S.Z. Yan) J. Li & T.L. Ming, S. sinensis Rehder & E.H. Wilson, S. sinii (Y.C. Wu) Sealy, S. tonkinensis (Merr.) C.Y. Wu, S. villosa Merr.

## Importância Econômica
O gênero Camellia, em especial a espécie C. sinensis, recebe grande importância econômica humana, pois é dela que se extrai o chá a partir das folhas, bem como o óleo a partir de suas sementes. Existem também outras espécies desse gênero com interesse econômico, como a espécie C. japonica, voltada para o mercado ornamental, espaço esse conquistado pelas suas grandes flores de cores vivas, além de outras com potenciais atributos medicinais.
Outro tipo de atividade que envolve a sua exploração econômica está na produção de lenha e madeira, sendo Polyspora spp. e Schima spp. cobiçadas nesse setor.

## Conservação
As maiores ameaças às espécies de Theaceae são a expansão agrícola, responsável por eliminar espaços do habitat nativo dessas plantas; a expansão urbana, nos quais o deflorestamento de áreas para ocupação e exploração humana geram distúrbios no habitat, que tem seu espaço frequentemente reduzido e aumentando a mortalidade da população adulta. Este último tem sido uma ameaça mais comum no Sudeste Asiático.
Além disso, a exploração comercial direta das populações naturais também afeta as populações de Theaceae. Por meio do corte das árvores para obtenção de madeira e/ou lenha, sejam das próprias espécies da família ou de árvores ao entorno, aumenta-se a mortalidade dos indivíduos adultos pela extração direta da natureza ou por meio de perturbações no ambiente.
A coleta para o fornecimento de espécimes ao mercado gastronômico e ornamental, potencializa a diminuição da capacidade reprodutiva da população dessas espécies, uma vez que nesses casos é comum a procura por mudas e espécimes jovens na própria natureza.
Segundo a Lista Vermelha de Theaceae (2017), das 254 espécies da família, têm-se conhecimento que pelo menos 85 espécies (33%) se encontram no status de ameaçadas. A família apresenta muitas espécies endêmicas e de baixa distribuição, bem como espécies de baixo número populacional, fatores esses que contribuem para serem consideradas ameaçadas. Ainda, cerca de 64 espécies (25%) estão experienciando um declínio populacional. Atualmente apenas 2 espécies (1%) se encontram consideradas extintas na natureza, sendo elas Camellia amplexicaullis e Franklinia alatamaha.